# Матеуш Гальяну да Кошта
Матеуш Гальяну да Кошта (порт. Mateus Galiano da Costa, нар. 19 червня 1984, Луанда) — ангольський футболіст, нападник клубу «Ароука».
Виступав, зокрема, за клуб «Насьонал», а також національну збірну Анголи.

## Клубна кар'єра
Народився 19 червня 1984 року в місті Луанда. Вихованець футбольної школи клубу «Дешпортіву» (Бежа). У дорослому футболі дебютував 2001 року виступами за команду клубу «Деспортіво Бежа», в якій провів два сезони. З 2003 року захищав кольори «Спортінгу» Б, після цього виступав у нижчолігових «Каза Піа» та «Ліша». У січні 2006 року підписав контракт з клубом «Жіл Вісенте» з Прімейра-Ліги. 5 лютого відзначився голом у своєму дебютному матчі за «Жіл», який завершився домашньою перемогою з рахунком 5:0 над «Віторією» (Сетубал). Однак після закінчення першості (клуб спочатку зберіг прописку у вищій лізі, посівши 13-те місце) з'ясувалося, що гравець не мав належним чином зареєстрованого в ФІФА статусу професійного футболіста, а значить, не мав права грати у вищій лізі. Вилетівший «Белененсеш» подав скаргу до Федерації футболу Португалії, в результаті якої «Жил Вісенте» був виключений з вищої ліги (його місце зайняв позивач «Белененсеш»).
Клуб звернувся до цивільного суду (який виніс рішення на користь «Жил Вісенте»). ФІФА вкрай негативно відреагувала на цей факт, так як має чітку позицію, що всі футбольні юридичні питання повинні регулювати виключно спортивними організаціями, і пригрозила відлученням португальських клубів і збірної від міжнародних змагань. «Жил Вісенте» був залишений у другій лізі і позбавлений 6 очок за звернення до цивільного суду.
Напередодні початку сезону 2007/08 років матеуш приєднався до «Боавішти», але за підсумками сезону його команда покинула вищий дивізіон.
Напередодні початку сезону 2008/09 років приєднався до «Насьоналу», в складі якого був важливим гравцем атакувальної лінії команди. У своєму першому сезоні стабільним гравцем основного складу не був, оскільки періодично виходив на поле з лави для запасних, проте його команда змогла кваліфікуватися для участі в Лізі Європи УЄФА. Протягом наступних п'яти сезонів своєї ігрової кар'єри став гравцем основної обойми. У сезоні 2011/12 років відзначився 9-ма голами в 24-ох зіграних матчах.
Протягом 2014—2016 років захищав кольори команди клубу «Примейру де Агошту» з чемпіонату Анголи.
До складу клубу «Ароука» приєднався 2016 року. Команду на той час очолював його співвітчизник Літу Відігал. Відтоді встиг відіграти за клуб з Ароуки 46 матчів в національному чемпіонаті. За підсумками сезону «Ароука» посіла 5-те місце в національному чемпіонаті завдяки чому вперше в своїй історії пробилася до єврокубків, значний вклад у це досягнення зробили Матеуш, Вальтер Гонсалес Та Жубал.

## Виступи за збірну
2006 року дебютував в офіційних матчах у складі національної збірної Анголи. Наразі провів у формі головної команди країни 47 матчів, забивши 7 м'ячів.
У складі збірної був учасником чемпіонату світу 2006 року у Німеччині (зіграв у 3-ох матчах групового етапу, в тому числі й у програному з рахунком 0:1 проти Португалії), Кубка африканських націй 2008 року у Гані (тричі виходив на поле з лави для запасних), Кубка африканських націй 2012 року у Габоні та Екваторіальній Гвінеї, Кубка африканських націй 2013 року у ПАР.

### Голи за збірну
| 1                        | 29 квітня 2006 | Сецото, Масеру, Лесото                      | Маврикій     | 5–1 | Кубок КОСАФА 2006             |
| 2                        | 30 квітня 2006 | Сецото, Масеру, Лесото                      | Лесото       | 3–1 | Кубок КОСАФА 2006             |
| 3                        | 8 жовтня 2006  | Сідадела, Луанда, Ангола                    | Кенія        | 3–1 | кв. КАН 2008                  |
| 4                        | 12 серпня 2009 | Рештелу, Лісабон, Португалія                | Того         | 2–0 | Товариський                   |
| 5                        | 8 жовтня 2011  | 24 вересня, Бісау, Гвінея-Бісау             | Гвінея-Бісау | 0–2 | кв. КАН 2012                  |
| 6                        | 14 січня 2012  | Чіязі, Кабінда, Ангола                      | Сьєрра-Леоне | 3–1 | Товариський                   |
| 7                        | 22 січня 2012  | Нуево Естадіо, Малабо, Екваторіальна Гвінея | Буркіна-Фасо | 3–1 | Кубок африканських націй 2012 |
| Станом на 9 березня 2017 |                |                                             |              |     |                               |